# Elaphria orbiculata
Elaphria orbiculata är en fjärilsart som beskrevs av William Schaus 1898. Elaphria orbiculata ingår i släktet Elaphria och familjen nattflyn. Inga underarter finns listade i Catalogue of Life.